# Calophasia castior
Calophasia castior är en fjärilsart som beskrevs av Otto Staudinger 1923. Calophasia castior ingår i släktet Calophasia och familjen nattflyn. Inga underarter finns listade i Catalogue of Life.